# وديان الربيع
وديان الربيع قرية سوريّة تتبع إداريّاً لمحافظة ريف دمشق منطقة دوما ناحية النشابية، بلغ تعداد سكانها 2,072 نسمة حسب التعداد السكاني لعام 2004.